# Russ Heath
Pour les articles homonymes, voir Heath.
Russell DeHart Heath, Jr., dit Russ Heath, né le 29 septembre 1926 à New York et mort le 23 août 2018 à Long Beach en Californie, est un auteur américain de bande dessinée.

## Biographie
Russ Heath naît le 29 septembre 1926 à New York. En 1946, il commence à travailler pour Timely où il dessine des histoires dans différents genres mais surtout des westerns comme  Arizona Kid, Two-Gun Kid and Kid Colt Outlaw. Par la suite, il travaille aussi pour d'autres maisons d'édition comme Avon, Lev Gleason Publications et Quality Comics pour laquelle il dessine les aventures de Plastic Man. Il travaille aussi pour EC Comics où il participe à Mad et Frontline Combat. Dans les années 1950, il dessine des séries d'aventure pour DC Comics. Il travaille aussi pour le magazine humoristique Lunatickle, édité par Myron Fass et inspiré par le succès de Mad. De 1981 à 1984, il reprend le strip The Lone Ranger.
Il a dessiné la célèbre case sur laquelle Roy Lichtenstein s'est basé pour son œuvre "Whaam!". Russ Heath a alors réalisé une bande-dessinée intitulée "Bottle of Wine", avec Darwyn Cooke, afin de dénoncer le manque de crédit ainsi que la situation de grande précarité dans laquelle l'artiste s'est retrouvé alors que la reproduction de son travail a rapporté à Lichtenstein 4 millions de dollars.

## Analyse de l'œuvre
Dès ses premiers travaux, Russ Heath produit des séries qui se remarquent par un style réaliste et une attention aux détails.

## Récompenses
- 1997 : prix Inkpot
- 2009 : Temple de la renommée Will Eisner
- 2009 :  prix Haxtur de l'« auteur que nous aimons », pour l'ensemble de sa carrière
- 2014 : prix Milton Caniff, pour l'ensemble de sa carrière
- 2018 : prix Inkwell spécial Stacey Aragon, pour l'ensemble de sa carrière